# Jakob Steiner
Jakob Steiner, född 18 mars 1796 i Utzendorf nära Solothurn, död 1 april 1863 i Bern, var en schweizisk matematiker.
Steiner var från 1835 professor i matematik vid Berlins universitet. Han arbetade med den syntetiska geometrins utveckling. Till hans främsta arbeten hör Systematische Entwicklung der Abhängigkeit geometrischer Gestalten (1832) och Theorie der Kegelschnitte, gestützt auf projectivische Eigenschaften (1867). Steiners Gesammelte Werke utgavs i 2 
band 1881-1882 av Karl Weierstrass.